# سانتياغو سامانيغو
سانتياغو سامانيغو (بالإسبانية: Santiago Samaniego)‏ مواليد 25 يناير 1974 في مدينة بنما، هو ملاكم بنمي يصنف ضمن فئة الوزن المتوسط بدأ مسيرته الاحترافية سنة 1993.

## إحصائيات
خاض خلال مسيرته 51 نزالا، فاز في 37 وتعادل في 1 وخسر في 13. فاز بالضربة القاضية في 30 نزالا.

## روابط خارجية
- سانتياغو سامانيغو على موقع بوكس ريك (الإنجليزية) (registration required)